# Sérgio Moraes
Sérgio Ricardo de Moraes, född 23 juli 1982 i Cohab i São Paulo, är en brasiliansk MMA-utövare som sedan 2012 tävlar i organisationen Ultimate Fighting Championship.